# Trinité – d’Estienne d’Orves
Trinité – d’Estienne d’Orves – stacja linii nr 12 metra  w Paryżu. Stacja znajduje się w 9. dzielnicy Paryża. Została otwarta 5 listopada 1910.
Nazwa stacji pochodzi od pobliskiego kościoła Sainte-Trinité (Świętej Trójcy) oraz placu d’Estienne d’Orves (nazwanego na cześć Honoré’a d’Estienne d’Orvesa).